# Jarretières rouges
Pour plus de détails, voir Fiche technique et Distribution.
Jarretières rouges (titre original : Red Garters) est un film américain réalisé par George Marshall, sorti en 1954.

## Fiche technique
- Titre original : Red Garters
- Titre français : Jarretières rouges
- Réalisation : George Marshall
- Scénario : Michael Fessier
- Photographie : Arthur E. Arling
- Pays d'origine :  États-Unis
- Format : Couleurs - 1,85:1 - Mono
- Genre : musical, western
- Date de sortie : 1954

## Distribution
- Rosemary Clooney : Calaveras Kate
- Jack Carson : Jason Carberry
- Guy Mitchell : Reb Randall
- Pat Crowley : Susan Martinez De La Cruz
- Gene Barry : Rafael Moreno
- Cass Daley : Minnie Redwing
- Frank Faylen : Billy Buckett
- Reginald Owen : Juge Wallace Winthrop
- Buddy Ebsen : Ginger Pete
- Richard Hale : Dr. J. Pott Troy